# Церква Святих Якима і Анни (Смодна)
Церква Святих Якима і Анни (Смодна) — парафія і храм православної громади Косівського деканату Івано-Франківської єпархії Православної церкви України, дерев'яна церква в с. Смодна Івано-Франківської області, Україна, пам'ятка архітектури національного значення.

## Історія
Церква датована 1841 роком. Вона була збудована замість попередньої церкви, яка згоріла в 1821 році. Священники, які діяли в церкві, брали учать в діяльності «Просвіти» (одним з організаторів був о. Андрій Стрільчик), брали участь о. Андрій Цибик, о. Омелян Гнатківський. При церкві діяло «Братство тверезості» (1907 р.), братство «Апостольство молитви» (у 1925 р.).  Спочатку церква була філіяльною парафіяльної церкви в Старому Косові, а з 1928 року громада села одержала статус експозитури, що давало більше прав 
У 1962 році радянська влада закрила церкву. В 1972 року її зняли з реєстрації під приводом того, що село належало до Вербовецької сільської ради, де також була церква. Згодом храм перетворили в ритуальний будинок. У радянський період церква  охоронялась як пам'ятка архітектури Української РСР (№ 1176). З метою відновлення діяльності церкви громада неодноразово зверталася до районних органів влади та до Уряду СРСР.  Результатом цього стало рішення ради в справах релігій при Раді Міністрів СРСР від 27.02.1989 р., яке постановило зареєструвати відповідну релігійну громаду РПЦ та доручило виконкому Косівської районної ради вирішити питання щодо виділення приміщення для громади. Проте районне керівництво рішення щодо виділення приміщення для громади не виконувало, що спричинило чергові вимоги громади, які призвели до того, що ключі від церкви були передані вірянам.  Церква через довгий період занепаду зазнала руйнувань (прогнив дах і три кути зрубу під середньою банею).
Після початку ремонту церкви у 1989 році відбулась перша літургія. Церкву наново освятили у Поливаний понеділок. Далі ремонт храму продовжили, його перекрили дахом, добудували ганок (майстри Бойчук Василь та Атаманюк Микола). Церкву ремонтували за пожертви громади, зокрема кошти надали: Ковалюк Петро, Бойчук Василь, Павлюк Василь, Павлюк Михайло. Також було  реставровано іконостас (1991 рік), до складу якого увійшли як нові ікони так і ікони старої церкви, збережені громадою, збережений кіот, чаші і церковні книги.
Церква має такі храмові свята: Святих Якима і Анни (22 вересня) та Святого Дмитрія (8 листопада).

## Священники:
о. Лев Лукашевич 1842 - 1843 р. –  
о. Микола Косів; 1846 р. 
о. Микола Терлецький; 1850 р.  
о. Лев Рудницький; 1854 р. 
о. Микола Сошенко; 1855 р. 
о. Петро Монастирський; 1864 р. 
о. Бенантік Дзюбановський; 1865 р.
о. Айталь Кобринський; 1872 р.
о. Іларіон Валавський; 1874 р.  
о. Григорій Кунинський; 1892 р. 
о. Николай Стемпурський; 1898 р. 
о. Василій Новицький; 1900 р. 
о. Микола Яросевич; 1904 р. 
о. Андрій Стрільчик; 1906 р. 
о. Ілярій Цибик; 1913 р. 
о. Костянтин Павлусевич; 1925 р. 
о. Микола Драгомирецький;  народився 1889 р., рукоположений в сан священика 1913 р. Парох: 1925 – 1938 рр. 
о. Омелян Гнатківський;  народився 1885 р., рукоположений в сан священика 1911 р. Парох: 1938 - 1945 р. 
о. Франц Крушельницький;  народився 1909 р., рукоположений в сан священика 1935 р. Парох:1946 – 1962 рр. 
о. Олександр Обушкевич; 1990 р. 
о. Михайло Гуменяк; 1991 р. 
о. Михайло Голомеджук; 1995 р. 
о. Михайло Сметанюк; 1996 р. 
о. Михайло Ганущак; (з 2000 р.)
 Храм використовує громада Православної церкви України.

## Архітектура
Церква хрестоподібна в плані, триверха. Із західної сторони до нави прибудовано пристінок . Вхід в церкву є також і в бабинці. До вівтаря з півночі прибудован ризниця. Над квадратними зрубами бабинця, нави і вівтаря розташовані востмигранні основи для грушеподібних бань. Опасання розташоване навколо церкви на вінцях зрубів. (фото) Верхня частина церкви від опасання перекрита карбованою бляхою. В середині церкви церква не має стелі над банями. Інтер'єр розмальований живописом, датованим XIX ст.

## Дзвіниця
До складу пам'ятки входить дерев'яна, двоярусна, квадратна дзвіниця, оточена опасанням з шатровим дахом. Нижній ярус конструктивно зі зрубу, а верхній — каркасного типу.   Дзвіниця датована 1773 роком. На дзвіниці є один великий дзвін з тріщиною.